# Francis Harrison Pierpont

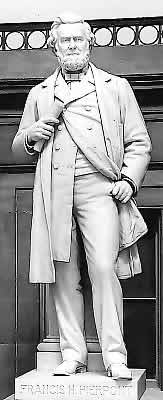
F. H. Pierpont, Statue in der National Statuary Hall

Francis Harrison Pierpont (* 25. Januar 1814 in Morgantown, Monongalia County, Virginia; † 24. März 1899 in Pittsburgh, Pennsylvania) war ein US-amerikanischer Politiker und von 1865 bis 1868 Gouverneur des Bundesstaates Virginia.

## Frühe Jahre
Francis Pierpont wuchs im westlichen Teil des Staates Virginias im heutigen Marion County (West Virginia) auf. Für den Rest seines Lebens blieb er mit diesem Gebiet verbunden. Er besuchte das Allegheny College in Pennsylvania. Danach war er in Virginia und Mississippi als Lehrer tätig. Nach einem Jurastudium wurde er im Jahr 1842 als Rechtsanwalt zugelassen, worauf er in Fairmont in seinem neuen Beruf zu arbeiten begann. Im Jahr 1848 wurde er auch juristischer Vertreter der Baltimore and Ohio Railroad. Im Jahr 1854 stieg er auch in den Kohlebergbau ein. Pierpont war ein Mitbegründer des Fairmont Male and Female Seminary, aus dem später die Fairmont State University hervorging. 

## Politischer Aufstieg
Pierpont war ein entschiedener Gegner der Sklaverei und wurde Mitglied der neu gegründeten Republikanischen Partei. Im Jahr 1861 unterstützte er Präsident Abraham Lincoln und widersetzte sich erfolglos dem Austritt Virginias aus der Union. Er war Delegierter auf den Versammlungen in Wheeling, auf denen die Abspaltung West Virginias vorbereitet wurde. Dort wurde noch vor der Gründung West Virginias eine Gegenregierung zu der konföderierten Regierung Virginias in Richmond etabliert und Pierpont wurde zum Gegengouverneur des konföderierten Gouverneurs John Letcher gewählt.
In der Folge setzte sich Pierpont für die Gründung des neuen Staates West Virginia ein. Diese erfolgte im Jahr 1863. Zum ersten Gouverneur des neuen Staates wurde Arthur I. Boreman gewählt. Gleichzeitig wurde Pierpont Gouverneur des von der Union kontrollierten wiederhergestellten Staates Virginia (restored State of Virginia). Seine Hauptstadt war bis zum Ende des Bürgerkriegs Alexandria, weil Richmond nach wie vor von den Konföderierten kontrolliert wurde und sogar deren Hauptstadt war.

## Gouverneur von Virginia
Nach dem Ende des Krieges wurde Francis Pierpont von Präsident Andrew Johnson offiziell als provisorischer Gouverneur des Staates Virginias bestätigt. Die Hauptstadt wurde am 24. Mai 1865 wieder nach Richmond verlegt. Pierpont war damit zwischen dem 1. April 1865 und dem 4. April 1868 Gouverneur von Virginia. Diese Zeit war von den Kriegsfolgen geprägt. Politisch gelang es ihm damals nicht, die Legislative zur Annahme des 14. Verfassungszusatzes zu bewegen.
In den Jahren 1867 und 1868 war Pierpont maßgeblich an der Ausarbeitung einer neuen Staatsverfassung von Virginia beteiligt. Nach dem neuen Rekonstruktionsgesetz der Bundesregierung wurde Pierpont 1868 vom Militärbefehlshaber General John Schofield abgesetzt und durch Henry H. Wells ersetzt.

## Weiterer Lebenslauf
Nach seiner Gouverneurszeit verließ Pierpont Virginia und zog nach West Virginia, wo er als Rechtsanwalt arbeitete. Im Jahr 1870 wurde er für eine Legislaturperiode in das Repräsentantenhaus von West Virginia gewählt. Er war auch einer der Mitbegründer der Historical Society of West Virginia. Sein letztes offizielles Amt erhielt er von Präsident James A. Garfield, der ihn 1881 zum Leiter der Bundesfinanzbehörde in West Virginia ernannte. Francis Pierpont starb 1899 im Haus seiner Tochter in Pittsburgh und wurde mit militärischen Ehren in Fairmont beigesetzt. Er war mit Julia Augusta Robertson verheiratet, mit der er zwei Kinder hatte.